# Kiefferia coprosmae
Kiefferia coprosmae är en tvåvingeart som beskrevs av Barnes och Lamb 1954. Kiefferia coprosmae ingår i släktet Kiefferia och familjen gallmyggor. Inga underarter finns listade i Catalogue of Life.